# 圣依納爵罗耀拉主教座堂 (维尔纽斯)
圣依納爵罗耀拉主教座堂   是天主教立陶宛軍中教長區的主教座堂，位于立陶宛首都维尔纽斯。
1602年，耶稣会进入维尔纽斯，在1622年建造巴洛克风格的圣依納爵堂。1647年祝圣。1748年毁于大火后重建。1945年维尔纽斯并入苏联后教堂关闭，改为电影院和音乐厅，而修道院改为科技图书馆。苏联解体后教堂归还天主教会，并于2002-2003年修复。
2004年11月23日，该堂成为立陶宛軍中教長區的主教座堂。

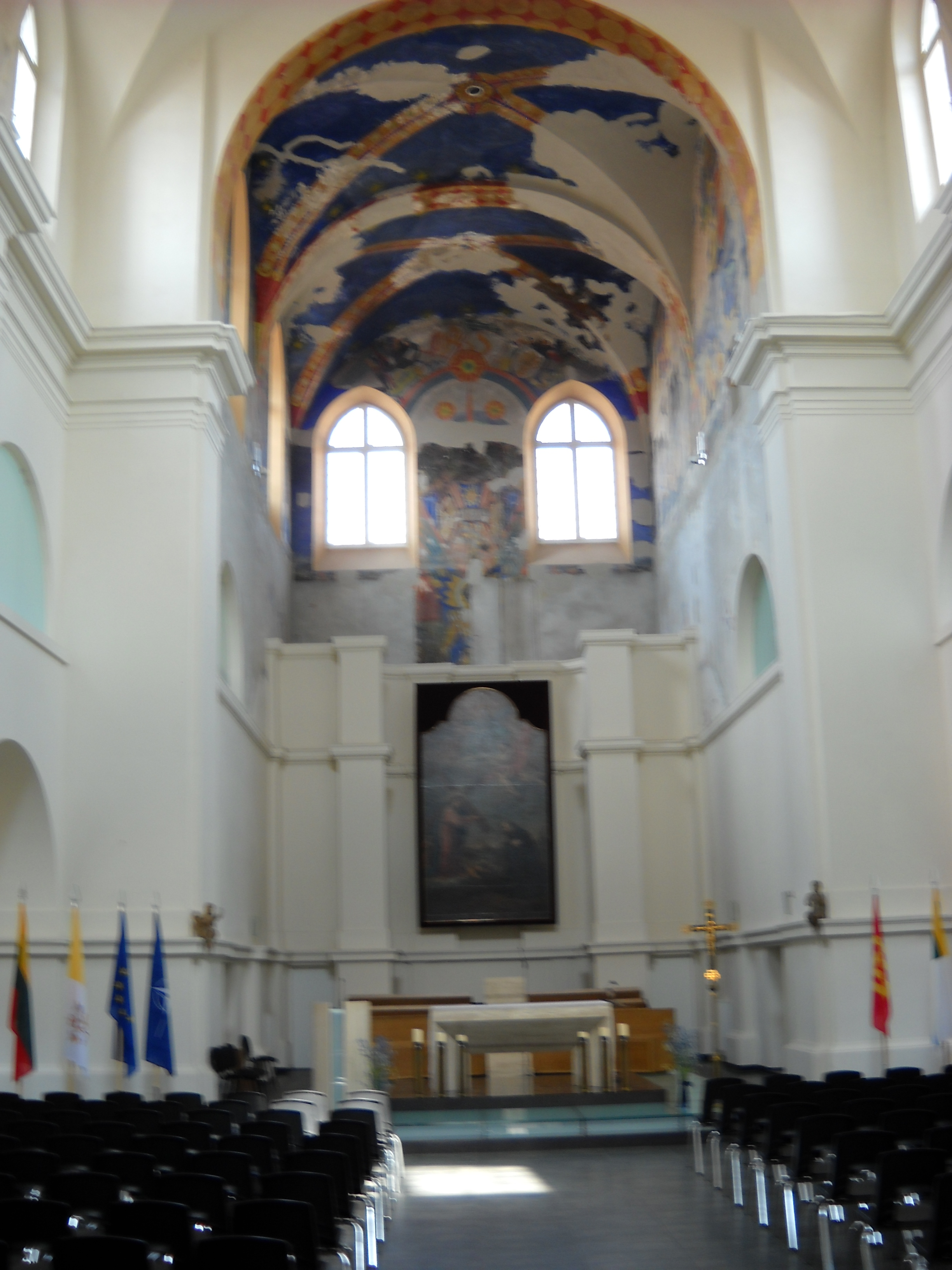